# Yandex.Maps
Yandex.Maps – serwis internetowy umożliwiający wyszukiwanie obiektów, oglądanie map, zdjęć lotniczych powierzchni Ziemi, panoramicznych widoków z poziomu ulic, fotografii miejsc i obiektów, pokazujący natężenie ruchu ulicznego w czasie rzeczywistym oraz pozwalający na planowanie tras podróży samochodem, transportem publicznym, rowerem, pieszo, samolotem oraz taksówką. Jest usługą popularną wśród Rosjan – miesięcznie wykorzystuje go około 11,5 mln rosyjskich użytkowników, a liczba użytkowników z całego świata wynosi 27,4 mln osób.

## Właściwości
Mapy dostępne są w trzech formach: planów, zdjęć lotniczych i zdjęć lotniczych z opisami (hybryda). Po wyszukaniu obiektu obszarowego, np. miasta lub regionu, mapa pokazuje granice obszaru. Istnieją funkcje oglądania widoku z poziomu ulic w wybranych obszarach (panoramy), zdjęć miejsc i obiektów (materiałów własnych serwisu bądź udostępnionych przez użytkowników) oraz filmów poklatkowych z przejazdów (udostępnionych przez użytkowników aplikacji mobilnej).
W wyszukiwarce znajdują się obiekty geograficzne (adresy, ulice, miasta, regiony, kraje), a także organizacje. Na mapach można mierzyć odległość, wyznaczać trasy różnymi środkami transportu, sprawdzać natężenie ruchu, znajdować parkingi i przystanki transportu publicznego, a także - w niektórych miastach - obserwować ruch środków transportu publicznego w czasie rzeczywistym. Zarejestrowani użytkownicy mogą tworzyć nowe dane na mapie za pomocą interaktywnego edytora – Narodnaja karta.
Istnieje kilka mobilnych aplikacji powiązanych z serwisem map i ekosystemem usług Yandex dla iOS, Android i Windows Phone
- Yandex.Karty - ogólna aplikacja map, analog serwisu webowego;
- Yandex.Nawigator - aplikacja nawigacji samochodowej z prezentacją i planowaniem trasy w czasie rzeczywistym, wyszukiwaniem parkingów, także offline;
- Yandex.Transport - śledzenie ruchu środków transportu publicznego, planowanie podróży, wyszukiwanie przystanków;
- Yandex.Taksi - wyszukiwanie i zamawianie taksówek, planowanie podróży z optymalizacją kosztu;
- Yandex.Elektriczki - rozkłady jazdy pociągów podmiejskich z aktualnymi informacjami o ruchu i opóźnieniach, planowanie podróży;
- Yandex.Metro - rozkłady jazdy i schematy metra w 14 miastach Rosji i państw WNP, planowanie podróży;
- Narodnaja Karta - edycja map, wykonywanie i udostępnianie własnych zdjęć miejsc i obiektów.